# 红门 (奥格斯堡)
红门（Rote Tor）以前又名医院门（Spitaltor）或汉斯特门（Haunstetter Tor）是原奥格斯堡城墙的一部分，在19世纪未被拆除。

## 建筑
红门位于奥格斯堡市中心的南部。这个名字源自于这座塔的颜色，它建于中世纪，在20世纪得到修复。它与桥梁、堡垒和护城河一起，构成红门建筑群，基本上保存至今。

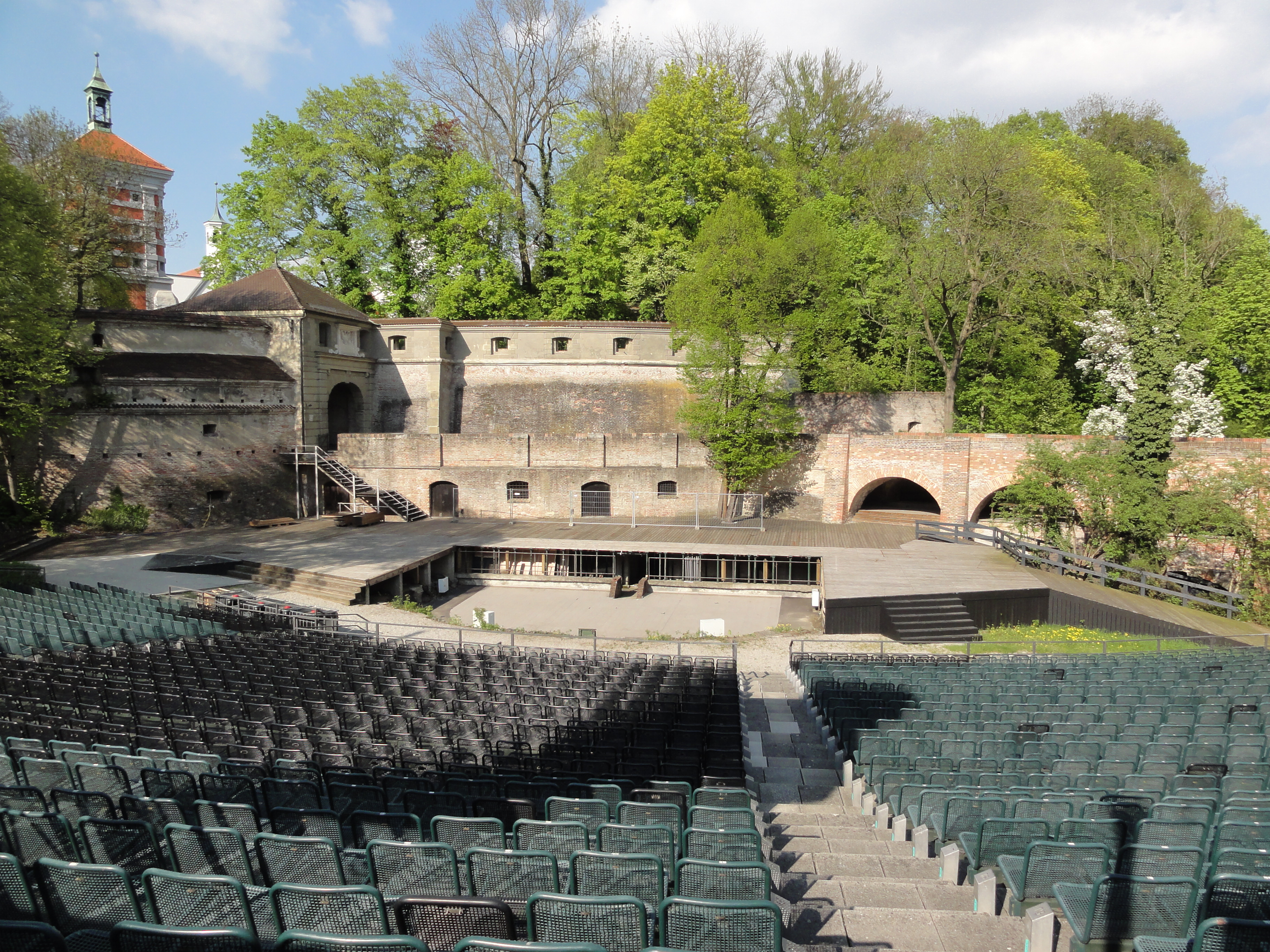
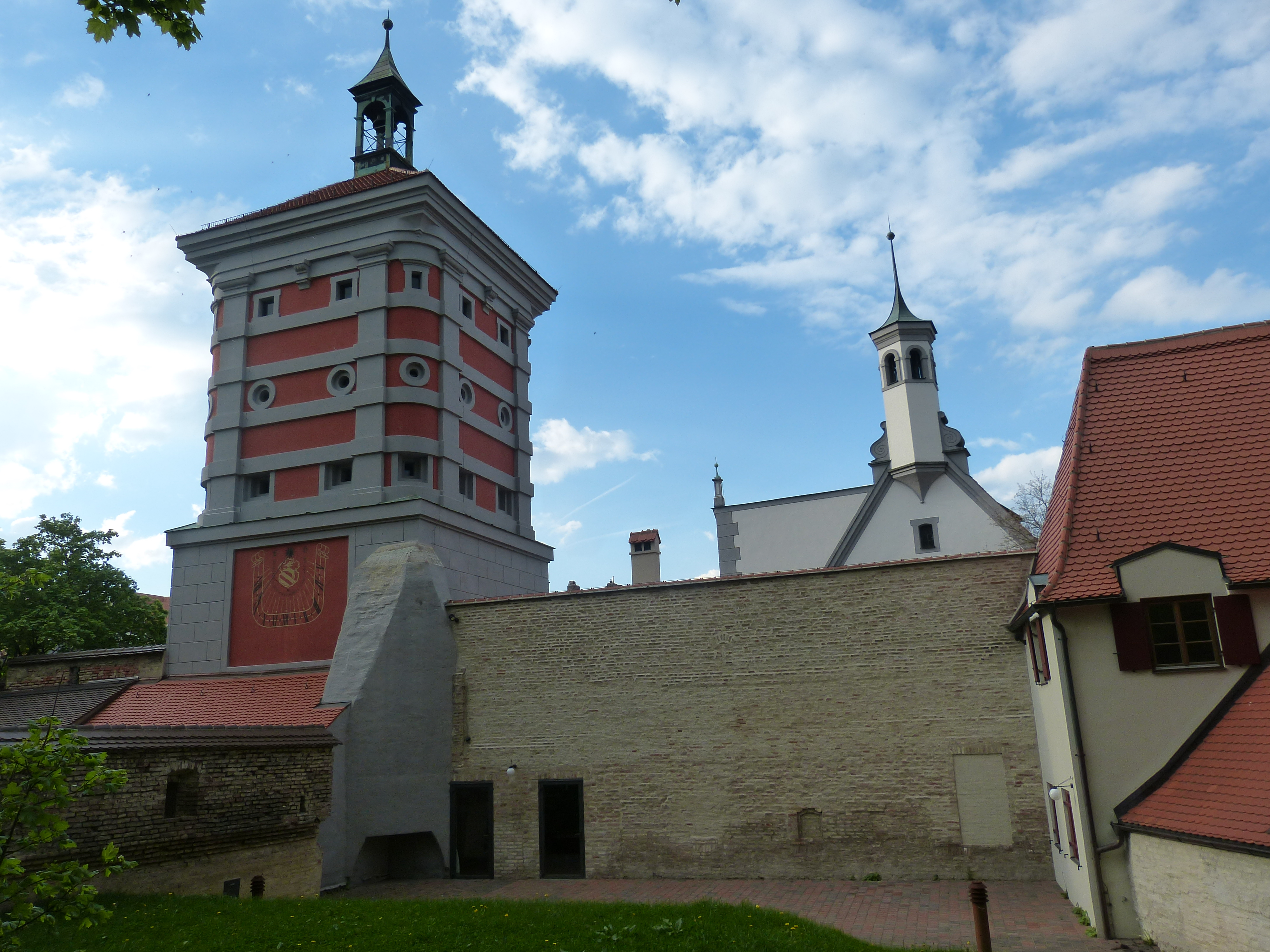
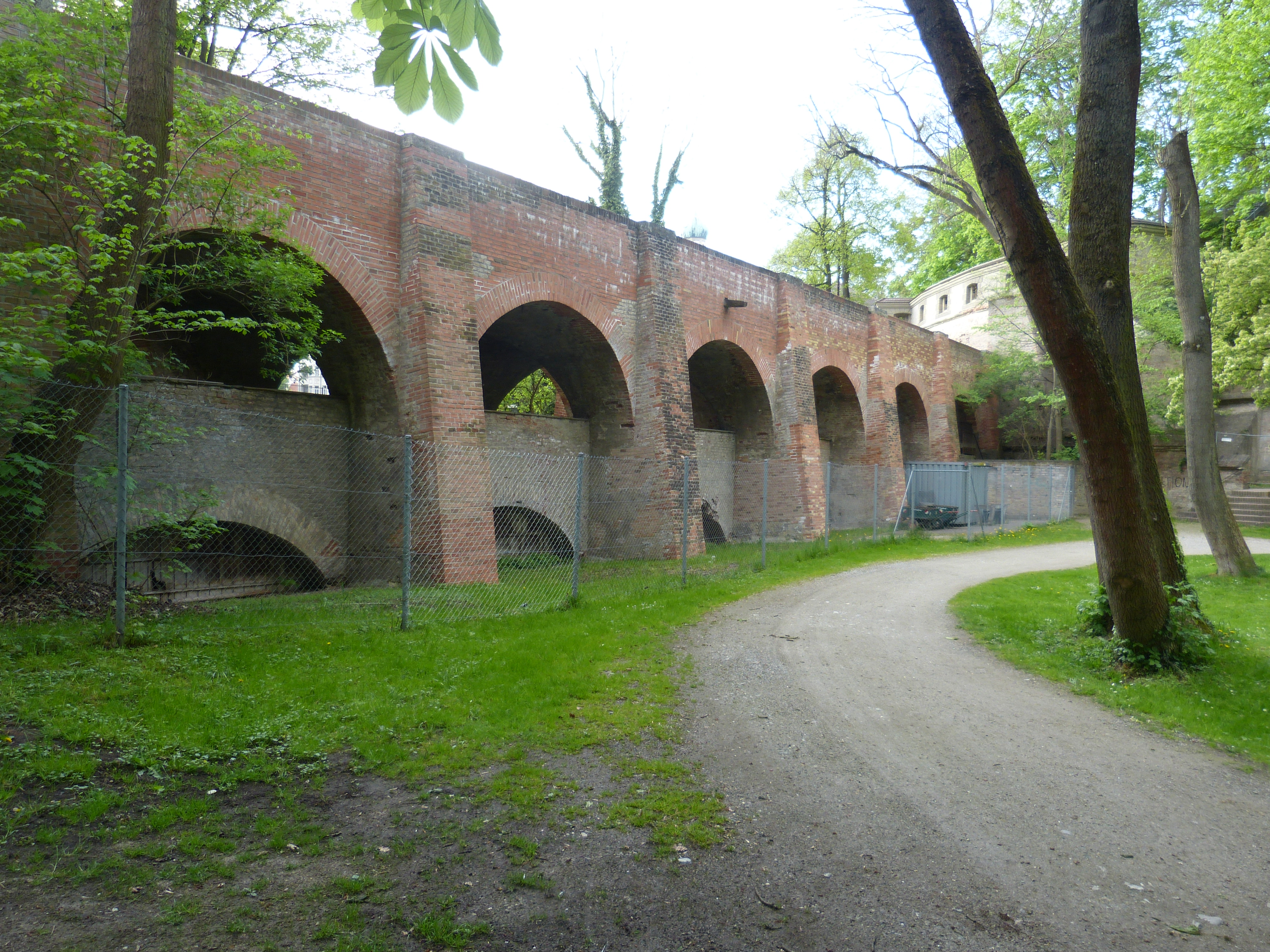
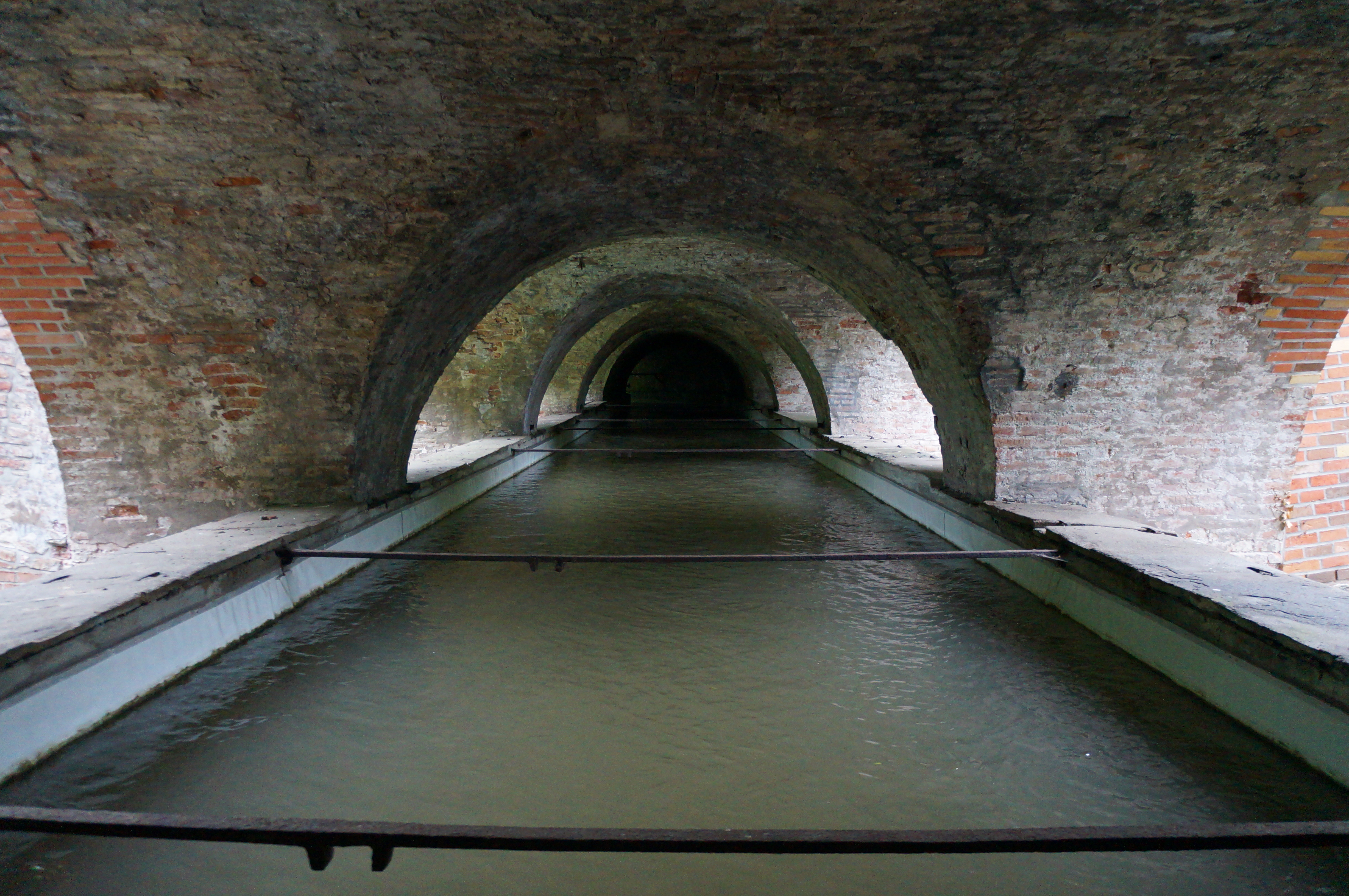

## 历史

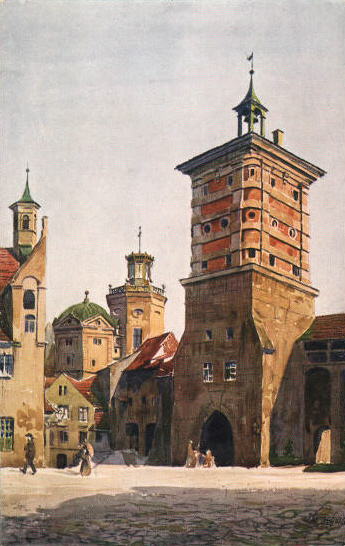
明信片（1917年以前）

红门最早在1223年的文件中见于记载，作为城市的南大门，经过克劳迪亚古道，通往意大利。1604年，当地建筑师埃利亚斯·霍尔重新设计了这座堡垒。19世纪中叶拆除城墙时，红门被保留了下来。1900年左右，护城河被改造成绿地。它的“孪生姐妹”，埃利亚斯·霍尔新建的Gägginger Tor，于1862年被拆除。